# Günter Raulf
Günter Raulf (* 10. April 1928 in Braunschweig; † 27. Oktober 2015 in Bornheim) war ein deutscher Luftwaffenoffizier und Generalleutnant. Er war einer der ersten Generale der Bundeswehr, die nicht als Soldat während des Zweiten Weltkriegs gedient hatten. Von 1982 bis 1984 war er Amtschef des Luftwaffenamtes.

## Leben
Raulf wurde als Sohn eines Gastronomen geboren. Im Zweiten Weltkrieg war er als Luftwaffenhelfer Geschützführer einer 3,7-mm-Flugabwehrkanone. Als Jungenschaftsführer und Richtkanonier schoss er einen feindlichen Jagdbomber ab. Nach dem Krieg war er von 1945 bis 1950 Kellner beim Public Civil Labour Office in Braunschweig. Von 1949 bis 1950 besuchte er zudem die Sozialakademie Dortmund. Er erwarb die Hochschulreife an der Hochschule für Arbeit, Politik und Wirtschaft in Wilhelmshaven und studierte Volkswirtschaftslehre in Göttingen. Das Studium schloss er 1955 als Diplom-Volkswirt ab.
Am 2. Januar 1956 trat er in der Krahnenberg-Kaserne in die Bundeswehr ein und war Teilnehmer am ersten Fähnrichlehrgang an der Truppenschule Fla-Truppen (später Heeresflugabwehrschule) in der Feldwebel-Schmid-Kaserne in Rendsburg.
Von 1964 bis 1966 absolvierte er den 9. Generalstabslehrgang Luftwaffe an der Führungsakademie der Bundeswehr in Hamburg, wo er zum Offizier im Generalstabsdienst ausgebildet wurde. Als Offizier war er nach dem Besuch der Raketenschule der Luftwaffe unter anderem Referent Karl-Wilhelm Berkhans für militärische Angelegenheiten im Leitungsstab des Bundesministeriums und danach kommissarischer Chef des Leitungsstabes unter Georg Leber, ab dem 1. April 1974 Leiter der Abteilung „Verwendungs-Lehrgänge“ an der Führungsakademie der Bundeswehr. 1976 wurde er zunächst in den Stab des NATO-Hauptquartiers AFCENT versetzt- Raulf war vom 1. April 1982 bis zum 30. September 1984 Amtschef des Luftwaffenamtes in der Kölner Luftwaffenkaserne Wahn. Zuletzt wurde er als Generalleutnant am 1. Oktober 1984 stellvertretender Befehlshaber der Alliierten Streitkräfte der NATO für die Ostseezugänge BALTAP (Allied Command Baltic Approaches) in Karup und bekleidete diesen Posten bis zu seiner Versetzung in den Ruhestand am 31. März 1988, woraufhin Generalleutnant Lutz Moek sein dortiger Nachfolger wurde.
Raulf, der Mitglied der SPD war und als Zögling Helmut Schmidts galt, geriet Mitte der 1970er-Jahre in die Kritik der CDU, da ihm Kontakte zur Sozialistischen Reichspartei nachgesagt wurden. Im Jahr 2005 setzte er sich für die Beibehaltung des Beinamens „Mölders“ des Jagdgeschwaders 74 ein, da er die Umbenennung als ungerechtfertigt empfand.
Raulf war evangelisch. Aus der Ehe mit seiner Frau Anneliese gingen zwei Söhne hervor.

## Auszeichnungen
- Kriegsverdienstkreuz mit Schwertern II. Klasse (1945)
- Flak-Kampfabzeichen (1945)
- Großes Verdienstkreuz des Verdienstordens der Bundesrepublik Deutschland